# آنزو (زاحف)
الآنزو (الاسم العلمي:†Anzu) هو جنس منقرض من الديناصورات يتبع أسرة مستجداوات الفك من مرحلة الطباشيري المتأخر (منذ 66 مليون سنة). وجدت عيناته في تكوين هيل كريك في داكوتا الشمالية وداكوتا الجنوبية بالولايات المتحدة. النوع النمطي هو الآنزو الوايلي (Anzu wyliei). سمي الجنس على اسم آنزو وهو شيطان شبيه بالطيور في ديانة بلاد ما بين النهرين القديمة.